# Ma'an (Jordanie)
Pour les articles homonymes, voir Ma'an.
Maʿan (en arabe : معان, Maʿān) est la capitale du gouvernorat de Maʿan, dans le sud de la Jordanie.

## Géographie
Elle est située sur la Route du Roi.

### Climat
| Mois                              | jan. | fév. | mars | avril | mai  | juin | jui. | août | sep. | oct. | nov. | déc. |
| --------------------------------- | ---- | ---- | ---- | ----- | ---- | ---- | ---- | ---- | ---- | ---- | ---- | ---- |
| Température minimale moyenne (°C) | 2,1  | 2,9  | 5,9  | 9,5   | 12,9 | 15,5 | 17,1 | 17,6 | 15,3 | 11,9 | 7,5  | 3,3  |
| Température moyenne (°C)          | 7,5  | 8,7  | 12   | 16,3  | 20,4 | 23,5 | 25,2 | 25,4 | 23,3 | 19,3 | 13,7 | 9,1  |
| Température maximale moyenne (°C) | 12,9 | 14,6 | 18,2 | 23,1  | 27,9 | 31,5 | 33,3 | 33,2 | 31,3 | 26,8 | 19,9 | 15   |
| Précipitations (mm)               | 17   | 14   | 13   | 6     | 3    | 0    | 0    | 0    | 0    | 4    | 7    | 14   |

| Diagramme climatique                                  |           |           |          |           |           |           |           |           |           |          |         |
| J                                                     | F         | M         | A        | M         | J         | J         | A         | S         | O         | N        | D       |
| 12,92,117                                             | 14,62,914 | 18,25,913 | 23,19,56 | 27,912,93 | 31,515,50 | 33,317,10 | 33,217,60 | 31,315,30 | 26,811,94 | 19,97,57 | 153,314 |
| Moyennes : • Temp. maxi et mini °C • Précipitation mm |           |           |          |           |           |           |           |           |           |          |         |

## Culture
Ma'an est le siège de l'Université Al-Hussein Bin Talal (en).